# Scientology Int. Base
Die Scientology Int. Base (auch als Gold Base bekannt) ist das internationale Hauptquartier der Scientology-Organisation. Es liegt ca. 160 km östlich von Los Angeles, im Norden von San Jacinto, Riverside County, Kalifornien. Auf einem mit Kameras, Bewegungsmeldern und Armierung abgesicherten Grundstück befinden sich rund 50 Gebäude.
Auf dem Gelände leben und arbeiten durchschnittlich 750 Mitglieder der Sea Org in unterschiedlichen Bereichen. Offizielle der Scientology-Organisationen gaben an, dass die Mitarbeiter einen 8-Stunden-Tag haben und Kleidung, medizinische Versorgung, Kost und Quartier erhielten. Ehemalige Mitarbeiter berichteten von harschen Arbeits- und Lebensbedingungen, bei denen ihr Arbeitstag sieben Tage die Woche um 7.30 Uhr begann und bis Mitternacht dauerte und sehr oft nur eine wöchentliche Bezahlung von 13 oder 14 Dollar gegeben war.
Auf dem Gelände befindet sich auch das Haus, das L. Ron Hubbard zugedacht war und nach dessen Vorstellungen realisiert wurde. Das im viktorianischen Stil für rund 9,4 Millionen Dollar errichtete Gebäude („Bonnie View“) wurde von ihm zwar nie bewohnt, wird aber im Hinblick auf seine von Scientologen erwartete Reinkarnation bereitgehalten.

## Gelände und Bauwerke

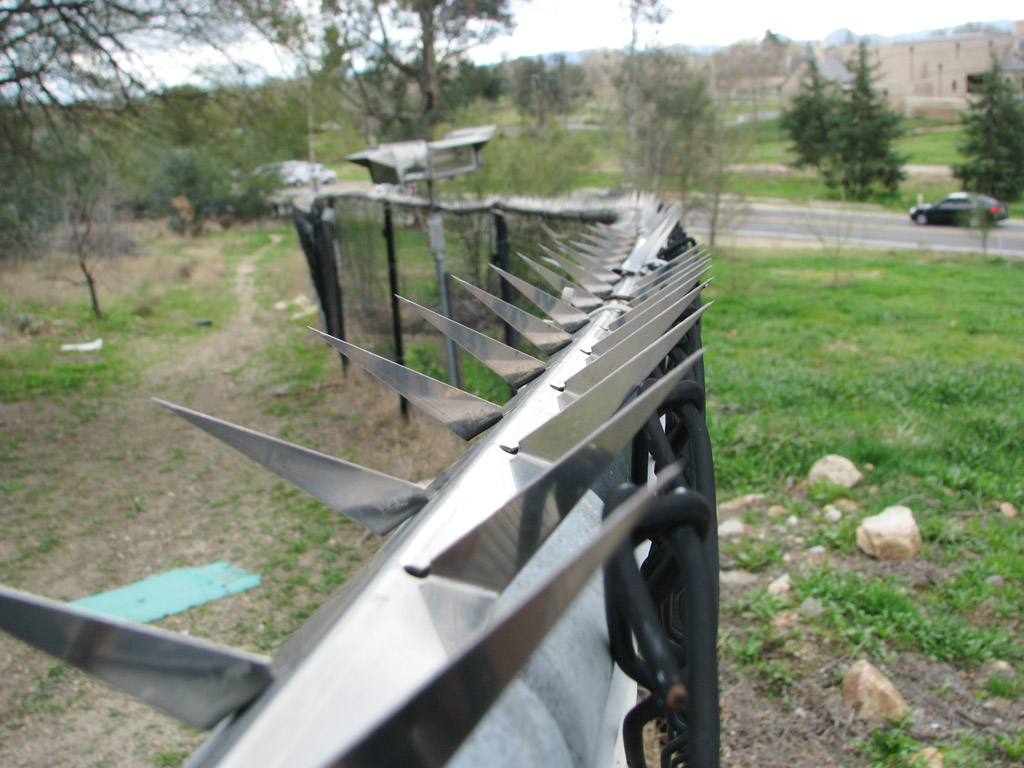
Mit Stahlspitzen armierter Zaun der Scientology Int. Base

Das Gelände erstreckt sich über eine Fläche von 2,1 km2 und liegt außerhalb der Gemeinde San Jacinto. Es liegt an der Gilman Springs Road, von der es zweigeteilt wird. Zwei unterirdische Fußgängertunnel verbinden die beiden Grundstücke. Beide Bereiche sind von Drahtzäunen mit beidseitig angebrachten Eisenspitzen oder NATO-Stacheldraht umgeben. Alle 6,1 Meter befindet sich ein Bewegungsmelder, der mit einer Scheinwerferanlage gekoppelt ist. Es gibt fünf Eingänge, drei im Süden der Anlage und zwei im Norden.

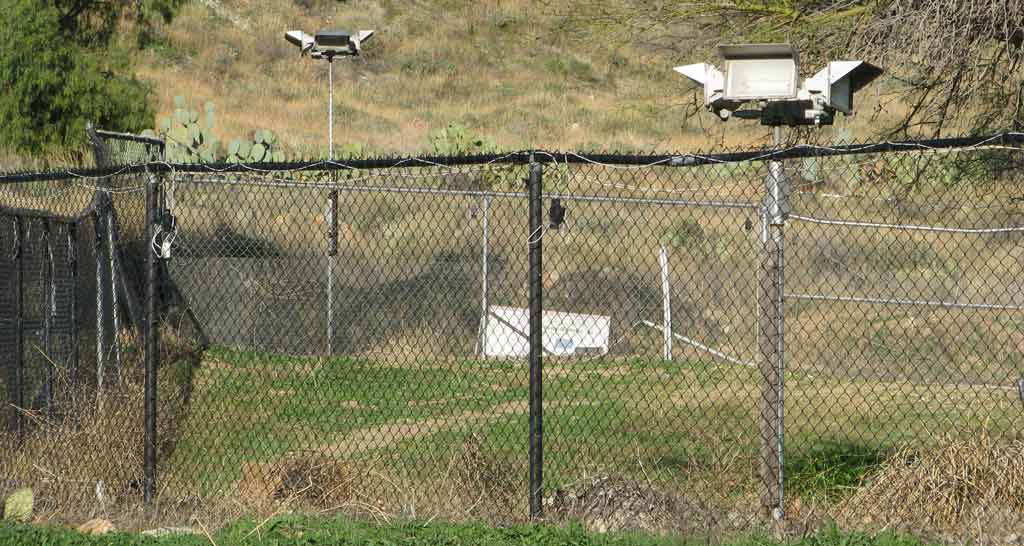
Bewegungsmelder und Lichtanlage

Die Mehrzahl der Gebäude ist in einem Pseudo-Stil der Schottischen Highlands erbaut.

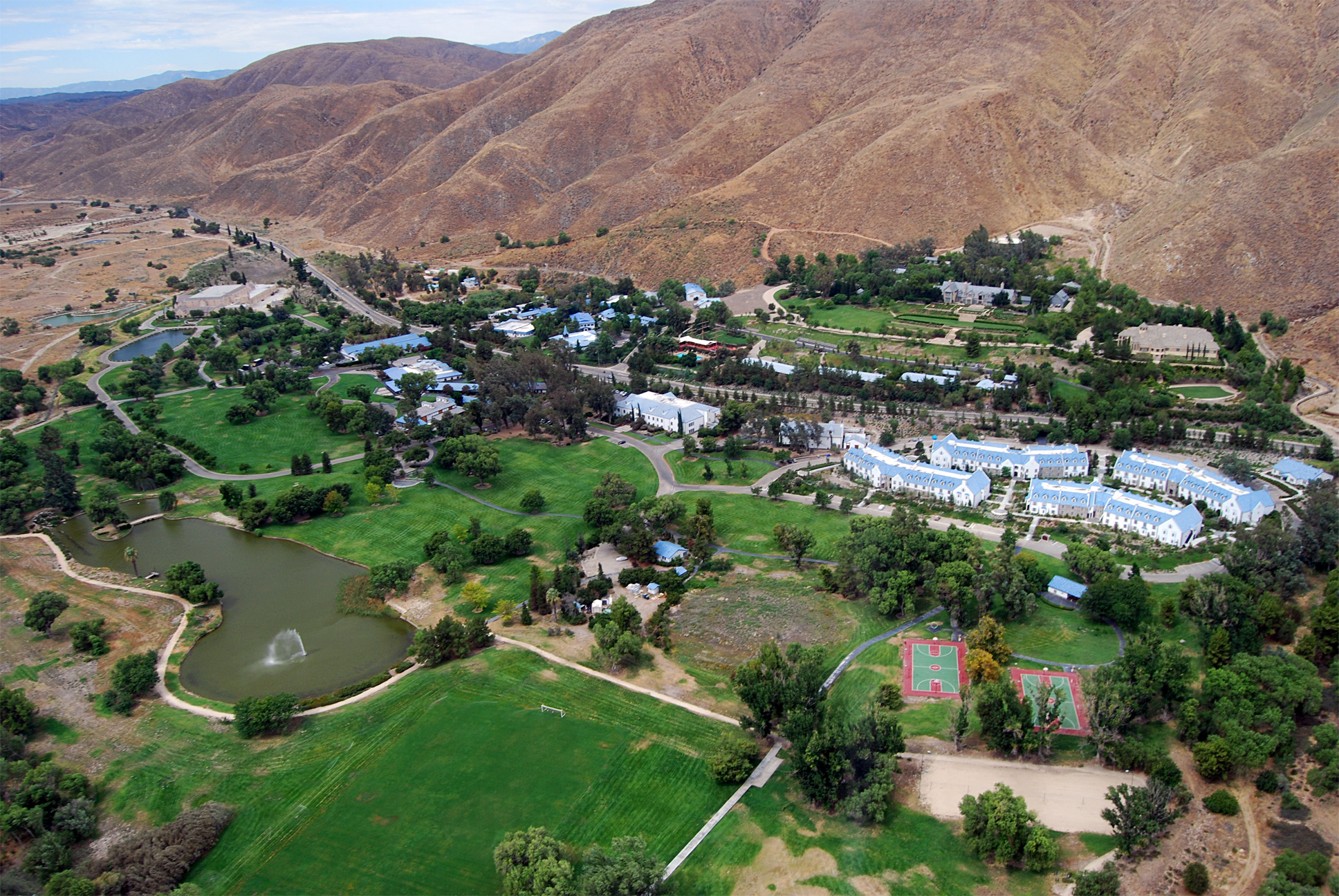
Die Südseite der Int. Base. Die blaugedeckten Unterkünfte der Mitarbeiter sind rechts zu sehen, die Gebäude der Golden Era Production buildings auf der linken Seite. Sporteinrichtungen und See kann man im Vordergrund erkennen.

Im Osten des Cine Castle befindet sich The Garage, das früher als öffentliche Tankstelle diente und jetzt den sogenannten Motor Pool Gold und Wartungseinrichtungen, die u. a. für Bauarbeiten zuständig sind, beherbergt. Nach der Jahrtausendwende wurde im Gebäude eine behelfsmäßige Dusche für Insassen von „The Hole“ eingerichtet, einer Strafeinrichtung des Stützpunktes.
Das Nachbargebäude trägt den Namen Massacre Canyon Inn (bekannt als MCI), stammt noch aus der Zeit des Vorbesitzers und dient heute als Mitarbeiterkantine. Vor dem Gebäude befindet sich der Appellplatz der Einrichtung. Die Sea Org-Mitarbeiter der Base müssen drei Mal täglich bei einem sogenannten Muster antreten.
Neben dem MCI befinden sich zwei Gebäude, die als Upper und Lower Lodge bekannt sind und Einrichtungen der Golden Era Production beherbergen. Das Gebäude gegenüber, die Taverne, ist ein VIP-Restaurant für Schauspieler usw., wenn diese einen Besuch der Int. Base absolvieren. Marc Headley, ein ehemaliger Mitarbeiter, beschrieb, dass die Inneneinrichtung dem Motiv der Ritter der Tafelrunde nachempfunden wurde, inklusive eines Schwerts, das in einem Stein steckt und am Eingang des Restaurants steht.
Weiter im Osten befinden sich zahlreiche Gebäude, die alle von Golden Era Production genutzt werden. Im sogenannten Building 36 werden z. B. die Scientology-E-Meter im HEM (Hubbard E-Meter Manufactoring) gebaut.
Unmittelbar daneben befindet sich der Haupteingang der Südseite, wo sich auch das Kontrollzentrum der Sicherheitskräfte befindet. Es ist als Station One oder Main Booth bekannt. Die Security Guards der Einrichtung werden von hier aus koordiniert, wenn z. B. Feuer ausbricht, jemand versucht auf das Gelände einzudringen, davor protestiert wird oder im Fall des Fluchtversuches eines Mitarbeiters.

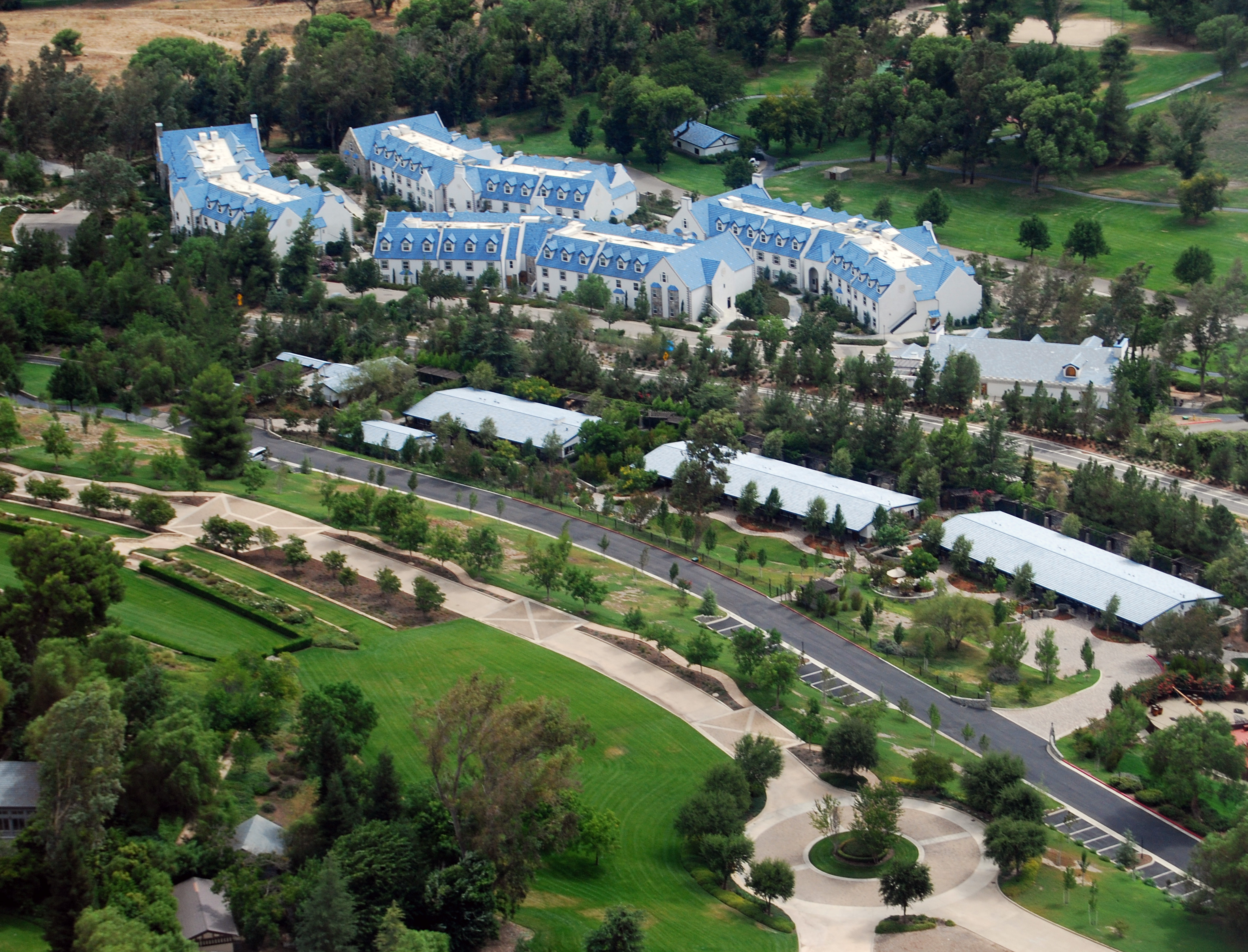
Unterkünfte der Mitarbeiter (Staff Berthing)

Einige hundert Meter östlich des Eingangs befinden sich die Unterkünfte der Mitarbeiter (Staff Berthing), die bis zu 1.000 Personen Platz bieten. Jedes Gebäude trägt den Namen eines schottischen Clans und dessen Wappen verziert es. Ein unterirdischer Fußgängertunnel verbindet hier die Süd- mit der Nordseite.
Am östlichen Ende liegen die G-Units, VIP-Quartiere mit eigenem Tennisplatz und Rosengarten. Von Tom Cruise wird berichtet, dass er hier Ende der 80er-, Anfang der 90er-Jahre gelebt und Scientology-Kurse studiert hat.
Die restliche Südseite besteht aus offenem Gelände mit einem See, einer privaten Sporteinrichtung von David Miscavige und diversen Sporteinrichtungen für Basketball, Volleyball und Baseball, die aber seit 2008 nicht mehr genutzt wurden. Das Wasser des Sees wurde von Marc Headley als „sehr ekelerregend“ beschrieben – „Tote Tiere befanden sich im Wasser, das überwiegend aus Schlamm bestand.“ Nach 2000 wurde der See bei Strafmaßnahmen genutzt. Nach Janet Reitman verfügte David Miscavige, dass sich Dutzende von Scientology-Führungskräften mitten in der Nacht am See oder am Swimming Pool (Nordseite) versammeln mussten und auch bei eisigen Temperaturen in voller Montur ins Wasser springen mussten oder hineingestoßen wurden, während Miscavige dem Treiben zusah. Die Scientology-Organisation bestätigte 2009 diese Praktiken und bezeichnete sie als „Kirchenjustiz“, die sich mit schwacher Arbeitsleistung auseinandersetzte.
Zwischen See und Mitarbeiterunterkünften liegt das Reinigungsrundown-Zentrum (Purification Center). In unmittelbarer Nachbarschaft befindet sich der mittlerweile überwachsene Sandkreis des sogenannten „Laufprogrammes“. Dieses stand zwar im Zusammenhang mit dem Reinigungsrundown, wurde aber auch bei Bestrafungsaktionen genutzt. Vicky Aznaran, ehemalige Präsidentin des Religious Technology Center (RTC) von Scientology, wurde 1982 befohlen, täglich zwischen 7 Uhr früh und 19.30 Uhr abends um den Baum zu laufen, der in der Mitte des Sandkreises stand. Sie durfte 120 Tage lang alle halbe Stunde eine 10-minütige Pause einlegen sowie eine 30-minütige Unterbrechung für Mittag- und Abendessen. Sie hatte davor einen Plan abgelehnt, der die Neustrukturierung der Finanzen der Scientology-Organisation betraf.

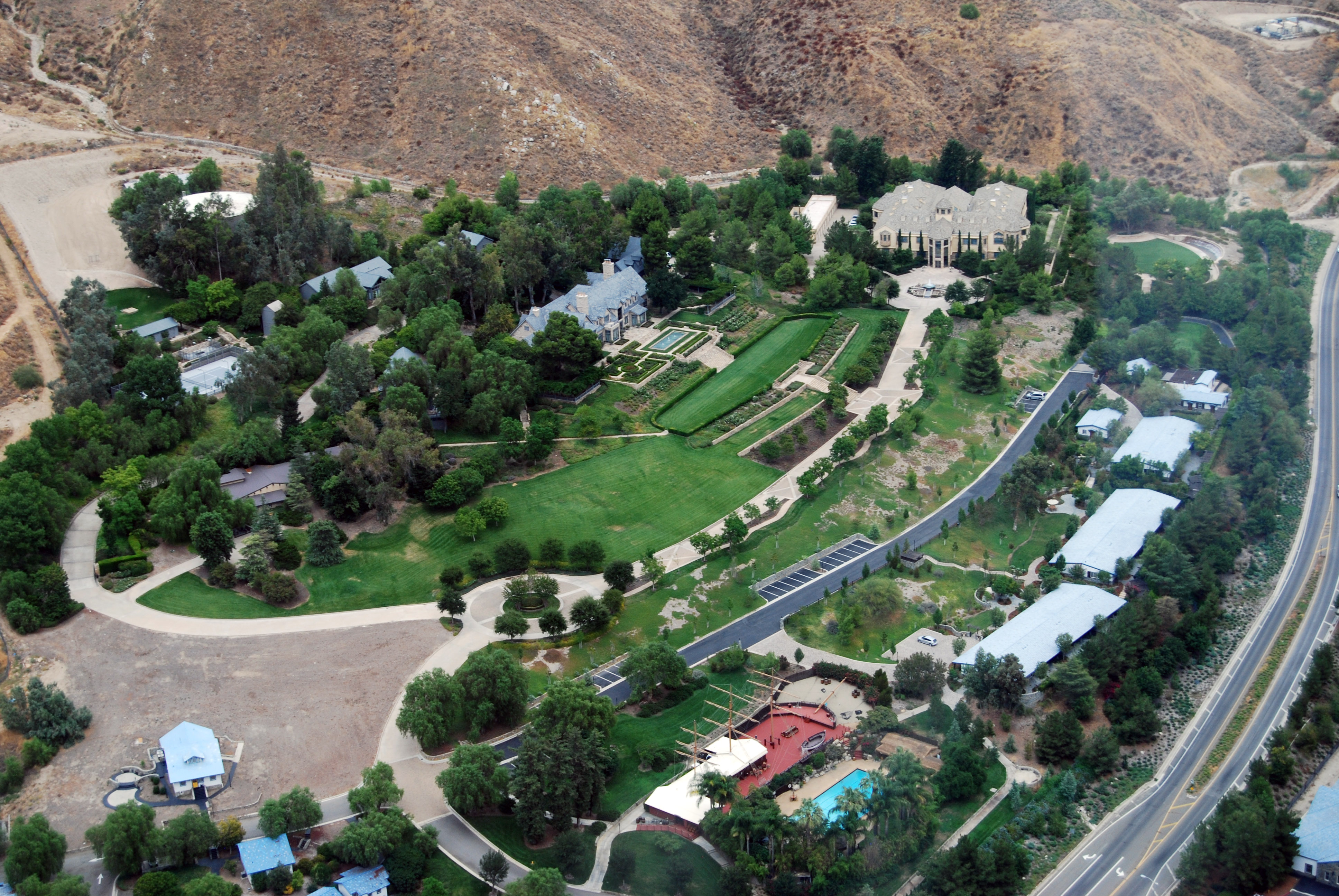
Die Nordseite mit Bonnie View, dem RTC-Gebäude, der Star of California und den Villen unterhalb

Auf der Nordseite des Geländes ist das internationale Management der Scientology-Organisation und jenes der Gold Base untergebracht. Dazu nimmt Bonnie View, die ehemalige Villa von L. Ron Hubbard, einen prominenten Platz ein.
Die Villa steht auf einem Hügel und bietet einen Panoramablick über das San Jactino Valley. Gemäß den Aufzeichnungen der Liegenschaft kostete sie 9,4 Millionen Dollar und verfügt über einen Pool am Dach und ein eigenes Kino. Hubbard starb lange vor deren Fertigstellung. Nach Aussagen von ehemaligen Mitarbeitern, rechnet man damit, dass er sie nach seiner Reinkarnation bewohnen wird. Teilweise wird sie als Museum benutzt und beherbergt ansonsten den Besitz von ihm. Das Haus wird nach wie vor bereitgehalten, genau so, als wenn er morgen einziehen würde.
Lawrence Wright dazu:

„In Hubbards persönlichem Bad liegen Zahnbürsten bereit, bei der Dusche stehen ein Paar Thom-McAn-Sandalen. […] Die leere Residenz wird von fest angestelltem Hauspersonal gepflegt. Die Haushälterinnen waschen regelmäßig Hubbards Wäsche und sorgen dafür, dass das Haus seine Inspektion mit dem weißen Handschuh [White Glove Inspection] bestehen wird. Seine Autos stehen vollgetankt in der Garage, die Zündschlüssel stecken. Auf seinem Nachttisch liegt ein Roman von Louis L’Amour; in der Mitte steckt ein Lesezeichen. Der Esstisch ist für eine Person gedeckt."“

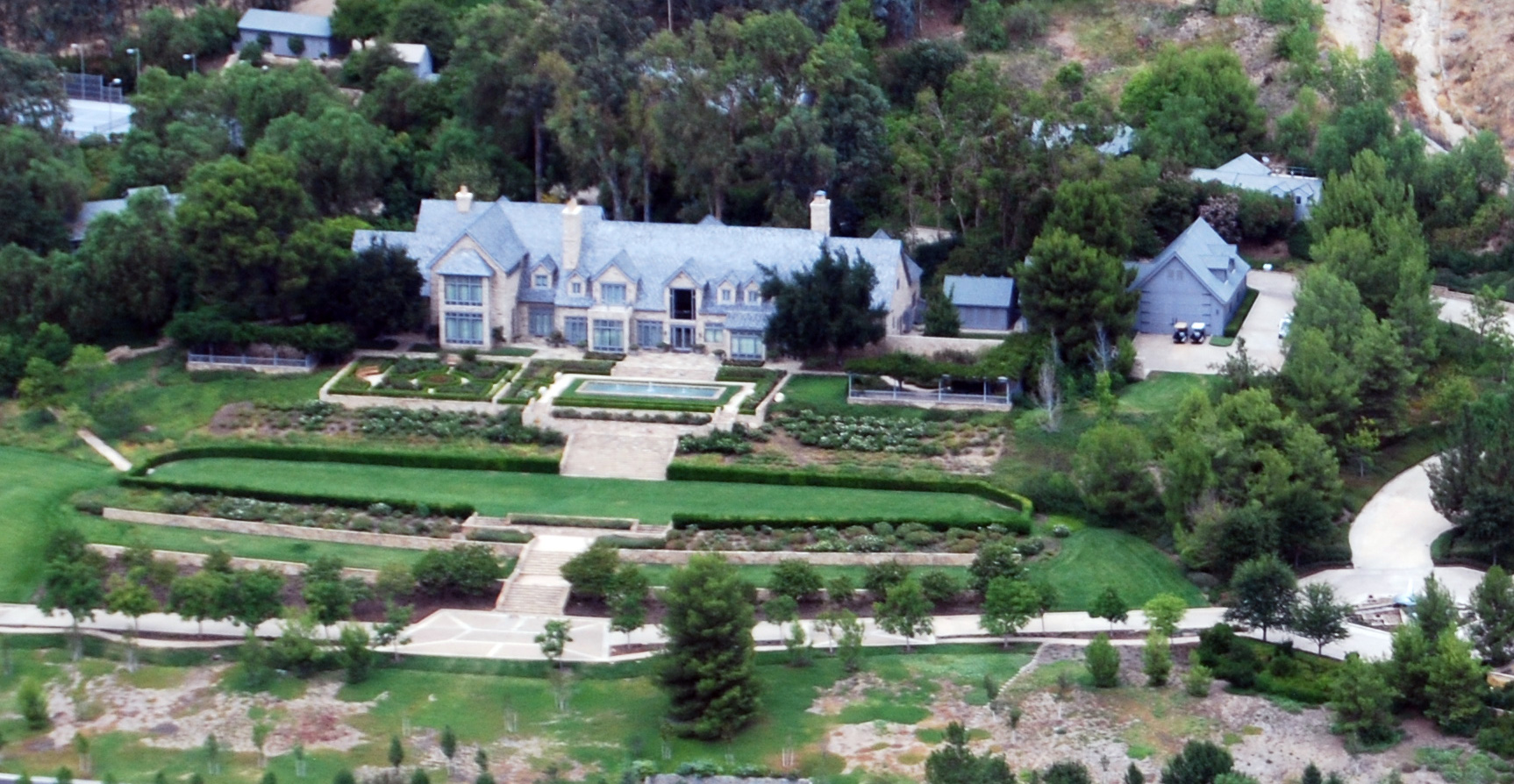
Bonnie View, die Villa von L. Ron Hubbard

In der Nachbarschaft der Hubbard-Villa liegt das RTC-Building, das Hauptquartier des Religious Technology Center, das von David Miscavige geleitet wird, dem gegenwärtigen Führer der Scientology-Organisation. Das 4.200 m2 große Gebäude (Building 50), das 2004 fertig gestellt worden war, hatte 70 Millionen Dollar gekostet. Tom De Vocht übernahm die Arbeiten, als dessen Errichtung weit über dem Zeitplan lag und alle Budgets gesprengt hatte. Lawrence Wright schrieb dazu:

„Miscavige wies De Vocht an, zur Gold Base zu kommen und die Bauleitung zu übernehmen. […] Bis dahin waren 47 Millionen Dollar in das neue Zentrum gesteckt worden – das waren knapp 11.000 Dollar pro Quadratmeter. Man hatte nur das beste Material verwendet, darunter kaltgewalzten Stahl und Anigré, ein extrem hartes Edelholz aus Afrika. Der Bau war mehrfach fertiggestellt worden, aber jedes Mal wurden verschiedene Teile wieder herausgerissen, weil sie Miscavige‘ Ansprüchen nicht genügten. […] De Vocht musste feststellen, dass es keine Bauzeichnungen, sondern nur Skizzen des gewünschten Ergebnisses gab. Der Gipsverputz der Außenwände war bereits aufgerissen, weil das ganze Gebäude eine Neigung von fast 3 Zentimetern aufwies. Die Wände waren nicht mit den Böden verbunden. Schon ein leichtes Erdbeben (die Gold Base liegt unweit der San-Andreas-Verwerfung) konnte den ganzen Bau zum Einsturz bringen. De Vocht empfahl, das Gebäude abzureißen und vollkommen neu aufzubauen, was Miscavige jedoch ablehnte.“

De Vocht baute das Gebäude von innen her wieder auf und als das Baubudget auf 60 Millionen Dollar angewachsen war, verlangte Miscavige weitere Änderungen und war auch mit der Landschaftsgärtnerei nicht zufrieden – Wright:

„Die Gold Base liegt in der Wüste, aber Miscavige wollte, dass es so ausah, als stünde das Gebäude mitten in einem Wald.“

Drei Villen, die noch aus der ursprünglichen Bebauung stammen, stehen gegenüber von Bonnie View. Sie werden als Upper, Middle und Lower Villa bezeichnet und dienen Miscavige und anderen Spitzenfunktionären als Domizil. Neben den Villen wurde eine Nachbildung des Segelschiffes Star of California errichtet, die vor allem für Veranstaltungen genutzt wird.

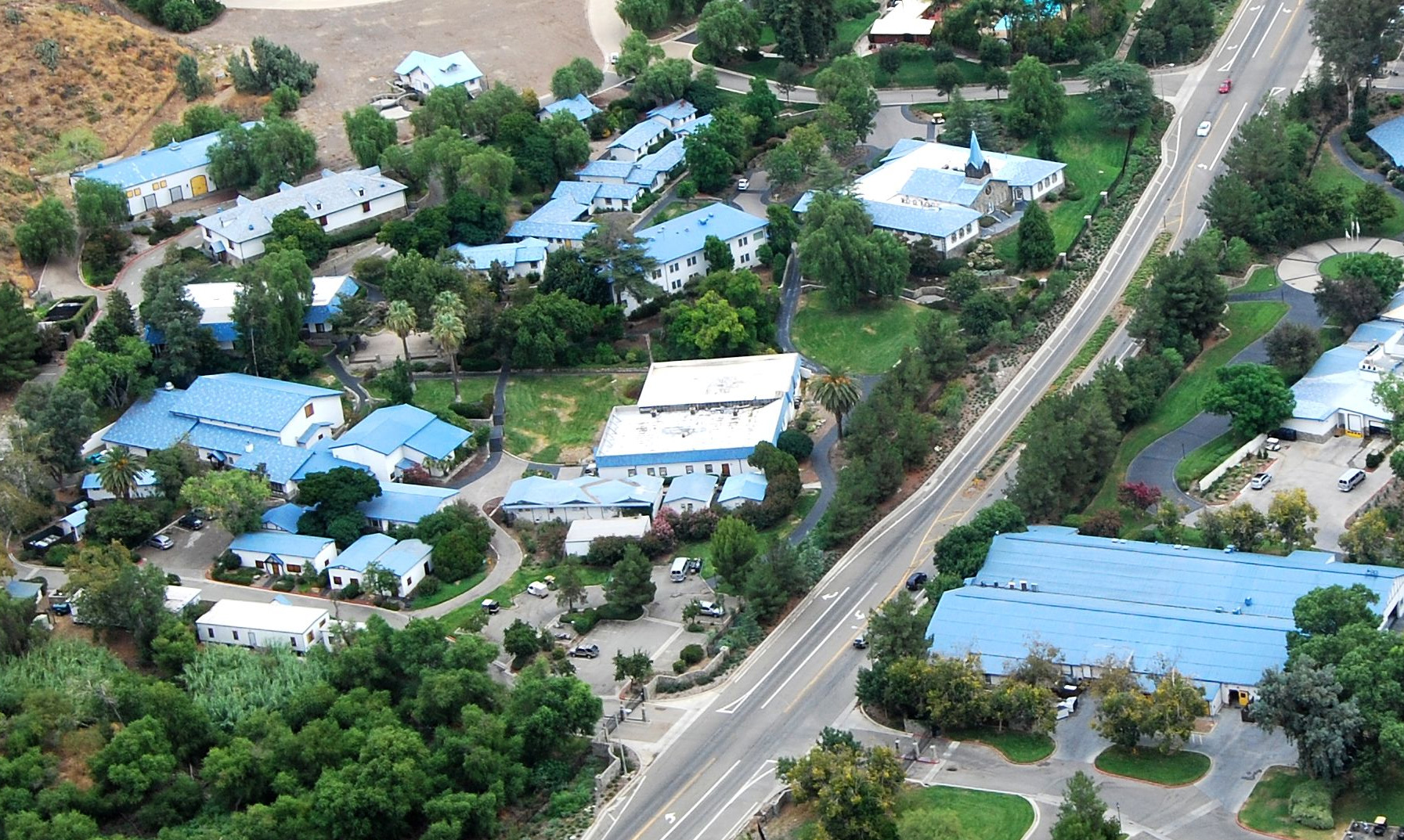
Diverse Management-Gebäude der Int. Base. „The Hole“ befand sich in den zwei Trailern mit weißen Dächern.

Weitere Management-Gebäude befinden sich unmittelbar daneben. Sie werden u. a. für diverse Buchbearbeitungen in The Ranchos, für Mitarbeiter-Ausbildung im ehemaligen Hotel Del Sol und andere Tätigkeiten innerhalb der Golden Era Productions genutzt.
Eines dieser Häuser, als Studio One bekannt, beherbergt den LRH [L. Ron Hubbard] Music Studio Complex mit hochmoderner Aufnahmetechnik. Headley beschrieb sie als repräsentative Räumlichkeiten, in die immer wieder Musiker eingeladen wurden, damit sie dort ihre Aufnahmen machen konnten. Nördlich davon gibt es ein weiteres Aufnahmestudio mit dem Namen Studio Two.
Zwei extrabreite Trailer wurden provisorisch von der Central Merketing Unit (CMU) und anderen technischen Abteilungen der Golden Era Productions genutzt. Die in der Nähe der Straße stehenden Trailer wurden danach von der Commodore’s Messenger Organization und der International Exec Strata (Exec Strata) übernommen, bevor sie ab 2004 als „The Hole“ bekannt wurden. Bis zu 100 führende Mitarbeiter von Scientology wurden dort unter menschenunwürdigen Bedingungen eingesperrt. Ein weiteres Gebäude mit dem Namen The Spa beherbergt die Qualification Division der Int. Base.
Im äußersten Westen des nördlichen Teiles befindet sich ein Gelände im Gelände, das auch physisch durch einen Zaun vom Rest der Anlage abgetrennt ist. Ein Gebäude mit dem Namen OGH (Old Gilman House, das nach der Familie benannt ist, die in ihm lebte.) ist das Zentrum dieses Bereiches. Es wird genutzt, um Mitarbeiter unter Bewachung festzuhalten und/oder um sie auf ihre „Entlassung“ (Offloading bzw. Expulsion) vorzubereiten. Es wurde berichtet, dass einige Personen permanent hier leben, da es ihnen verboten worden war, die Base zu verlassen.

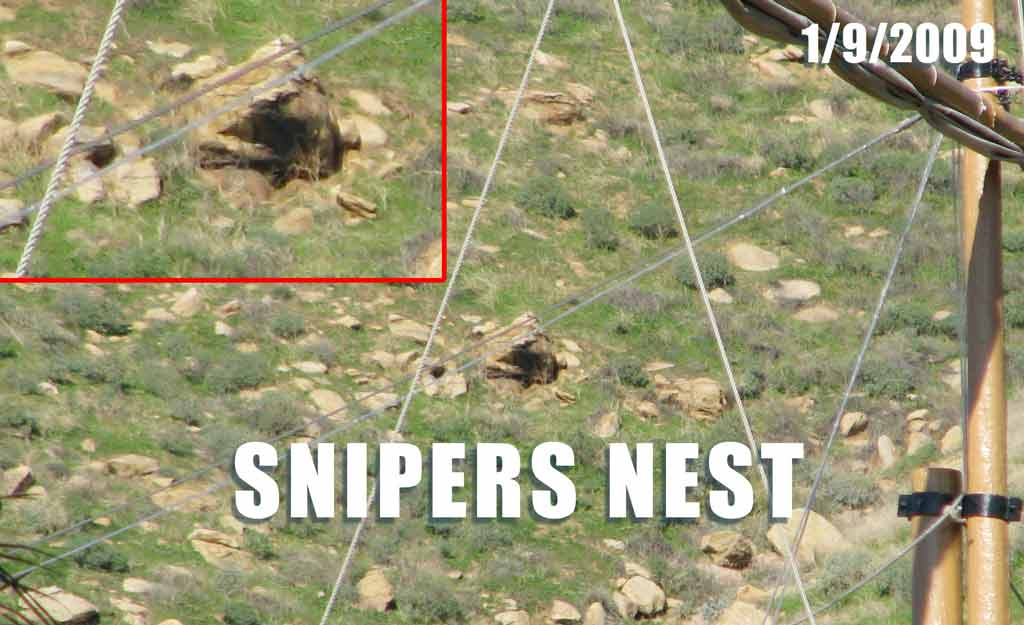
Scharfschützenbunker

Auf der Anhöhe darüber befindet sich ein getarnter Scharfschützenbunker, als Eagle bekannt, von dem das gesamte Areal und die angrenzenden Bereiche überblickt werden können. Von diesem Bunker aus wurden von Security-Mitarbeitern u. a. die Nummernschilder jener Autos notiert, die zu lange in der Nähe verweilten. Der Posten wurde, so Headley, vor kurzer Zeit mit „leistungsstarken und ferngesteuerten Infrarotkameras ausgestattet.“

### Golfplatz
Der Golden Era Golf Course befindet sich östlich der Südseite und außerhalb des eingezäunten Gebietes. Er wurde zwischen 1988 und 1991 auf einem früheren Golfplatz als 9-Loch-Anlage neu errichtet. Zwischen 1991 und 2007 war er für die Öffentlichkeit zugänglich, wird aber seither als privater Golfkurs geführt und nur im Rahmen von Charity-Veranstaltungen und anderen Events bespielt. Scientology-Mitarbeiter der Base haben keine Erlaubnis, ihn zu nutzen.

## Geschichte

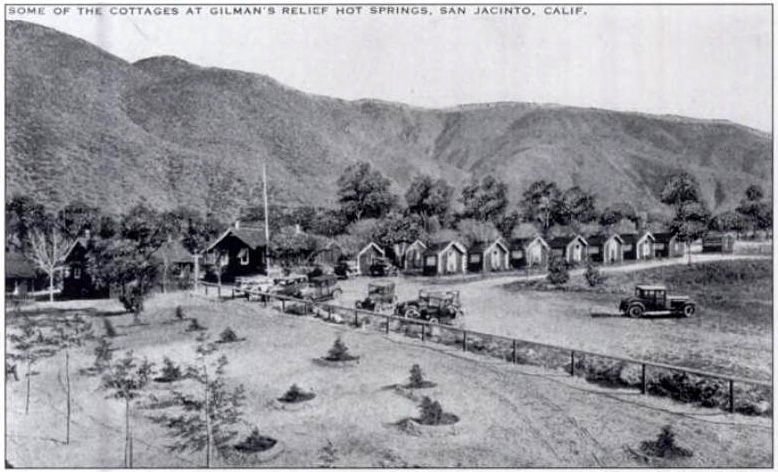
Ansicht von Gilman’s Relief Hot Springs, 1920

Das Gebiet um die Int. Base wurde Ende des 19. Jahrhunderts erstmals besiedelt. Ein Sidney Branch kaufte ein nördlich von San Jacinto gelegenes Stück Land, auf dem es Thermalquellen gab. Er baute ein Resort mit dem Namen Relief Hot Springs, das er 1913 an die Brüder W. Earl, Grant und Forest Gilman verkaufte. Die Gilmans änderten den Namen zuerst auf Gilman Relief Hot Springs und später auf Gilman Hot Springs.
1978 meldete das Gilman Hot Springs Resort Konkurs an und die Scientology-Organisation kaufte das Anwesen auf. Der Verkaufspreis von 2,7 Millionen Dollar soll von einem Scottish Highland Quietude Club in bar entrichtet worden sein. Richard Hoag, der Anwalt des Clubs, soll beim Kauf gesagt haben, dass das Resort gekauft worden sei, um ein Wohnprojekt zu realisieren. Das Geld für den Ankauf wurde vom „November 1, 1978 Private Trust“ zur Verfügung gestellt, für den Hoag als Treuhänder agierte. Nach der ehemaligen Scientology-Mitarbeiterin Silvia Garritano, „hatte L. Ron Hubbard vor, den Kauf von ‚Gilman Hot Springs‘ als ‚Hoag Scholarship Foundation‘ zu tarnen. Die Idee sei gewesen, lokale Geschäftsleute davon zu überzeugen, dass Hoag das Areal besaß und dieser ein Projekt leitete, bei dem Jugendliche zu Wirtschaftsfragen ausgebildet werden.“
Das Schild am Eingang wies nicht auf Scientology hin. Im Herbst 1979 war auf einem solchen von der Inhaberschaft der "Western States Scientific Communications Association" zu lesen, während ein anderes im April 1980 eine "Massacre Canyon Development Co. – Future sites condominiums and homes" auswies. Ein Mann namens Dan Pook traf sich mit lokalen Bürgerbewegungen, um das geplante Wohnungsprojekt auf dem Areal vorzustellen. Im März 1980 sagte er den Bewohnern, dass auf diesem „Wohnungen, Einfamilienhäuser und Mobilheime“ geplant wären. Im Nachhinein stellte sich heraus, dass Dan Pook ein Public Relations-Mitarbeiter der Scientology-Organisation war, der „Short Stories“ über die Pläne von Scientology erzählte.

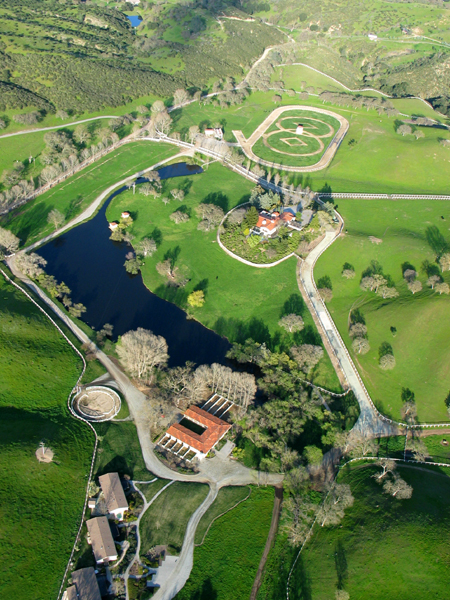
Die Whispering Wind Ranch, Creston, Kalifornien, die nach Hubbards Tod von der Church of Spiritual Technology übernommen wurde.

Die strenge Geheimhaltung war den aktuellen Schwierigkeiten dieser Zeit geschuldet. Die Scientology-Organisation war damals in einen großen Skandal verwickelt, der auch Hubbard persönlich betraf. Seine Frau Mary Sue und eine Anzahl führender Scientology-Mitarbeiter waren im Jahr davor vom FBI verhaftet und wegen der Operation Snow White angeklagt worden, da sie ein Spionagenetzwerk gegen die Regierung der Vereinigten Staaten aufgebaut hatten. Hubbard wurde als nichtangeklagter Mitverschwörer geführt und flüchtete zunächst auf ein Anwesen in La Quinta, dessen Codename „W“ für Winterquartier stand. Gilman Hot Springs hatte den Codenamen „S“ wie Sommerquartier.
Das Anwesen in La Quinta wurde im März 1978 aufgegeben und Hubbard zog in einen Apartmentkomplex in Hemet, der Codename war „X“. Seine persönlichen Mitarbeiter, als Commodore’s Messengers bekannt, fuhren zwischen „S“ und „X“ hin und her. Dabei vermieden sie, dass sie verfolgt wurden, indem sie Methoden dagegen anwandten – sie wechselten häufig die Standorte, benutzen geheime Treffpunkte, verwendeten Decknamen und so weiter. Niemandem war es erlaubt, direkt von einem Ort zum anderen zu fahren und sie mussten teilweise Umwege wählen, die bis zu 120 km ausmachten.
Hubbard stand im Zentrum dieses Sicherheitssystems, das ihn warnen sollte, wenn ein Fremder auftauchen würde. Die einzelnen Mitarbeiter wurden darauf trainiert, jedes Wissen über ihn abzustreiten und jederzeit einen Fluchtwagen bereitzuhalten, der startklar war. Die Existenz von Gilman Hot Springs wurde auch vor anderen Scientologen geheim gehalten. Mitarbeiter, die auf der Base arbeiteten, durften keine Telefonate machen oder Briefe direkt senden. Wenn sie die Erlaubnis erhielten, ein Telefonat zu führen, mussten sie sagen, dass sie aus Clearwater in Florida anriefen, wo Scientology die Flag Land Base betreibt.
Hubbard arbeitete nur in Gilman Hot Springs, lebte aber nie dort und zog im Februar 1980 von Hemet gemeinsam mit Annie und Patrick Broeker auf die Whispering Wind Ranch, wo er sich bis zu seinem Tod im Januar 1986 versteckte.

### Die Int. Base entsteht
Im Februar 1980 gelang dem Reporter Dick Lyneis von der Zeitung Riverside Press-Enterprise ein journalistischer Coup, als er berichtete, dass Hubbard in Hemet lebt und in Gilman Hot Springs arbeitete. Die Aufdeckung veranlasste diesen, Hemet fluchtartig zu verlassen und versetzte die Base in Aufruhr. Der damalige Scientology-Sprecher Robert Vaughn Young sollte die Wogen glätten und entschied sich für etwas, was bei Scientology als „Akzeptable Wahrheit“ bezeichnet wird. Young machte aus einer kleinen Film- und Audioeinrichtung eine als Golden Era Studios bezeichnete Arbeitsstätte, die als „wahre“ Ausrichtung der Base. präsentiert wurde. Die Verwandlung geschah praktisch über Nacht:

„Während der Nacht und bis in die frühen Morgenstunden wurde die Anlage umgewandelt. Die Fensterabdeckungen wurden entfernt und alles wurde gereinigt. Das Equipment und die Tische wurden neu arrangiert, um bestimmte Tätigkeiten zu verschleiern und andere sichtbar zu machen. Tonbänder, Filmrollen, Skripten und Kostüme wurden ausgelegt, um offensichtlich zu machen, woran gearbeitet wird. Viele Mitarbeiter des internationalen Managements wurden weggeschickt, um die Zahl des Personals zu reduzieren.“

„Am nächsten Tag war aus dem "Scottish Highland Quietude Club" die Golden Era Studios entstanden. Sofort wurde eine Tour für die Medien angesetzt. Die Audioproduktion war zwar nicht startklar, aber ich bekam die Leute dazu, Kostüme zu schneidern oder an Artwork zu arbeiten. Wir hatten ein provisorisches Studio geschaffen, als die Tour kam. Als nach dem ‚internationalen Management‘ gefragt wurde, sagte ich Ja, dieses ist weltweit für die Distribution der Filme und Tonbänder zuständig. Niemand bemerkte, dass ich die eigentliche Frage nicht beantwortet hatte und dafür die Aufmerksamkeit auf die Film- und Tonbandproduktion lenkte.“

„Die News darüber waren dann perfekt. Die Geschichte der Riverside Press-Enterprise war fortgeschrieben worden. Gilman Hot Springs wurde nicht länger als Hauptquartier von Scientology bezeichnet, sondern war nur mehr eine Produktionsstätte von Filmen und Tonbändern.“

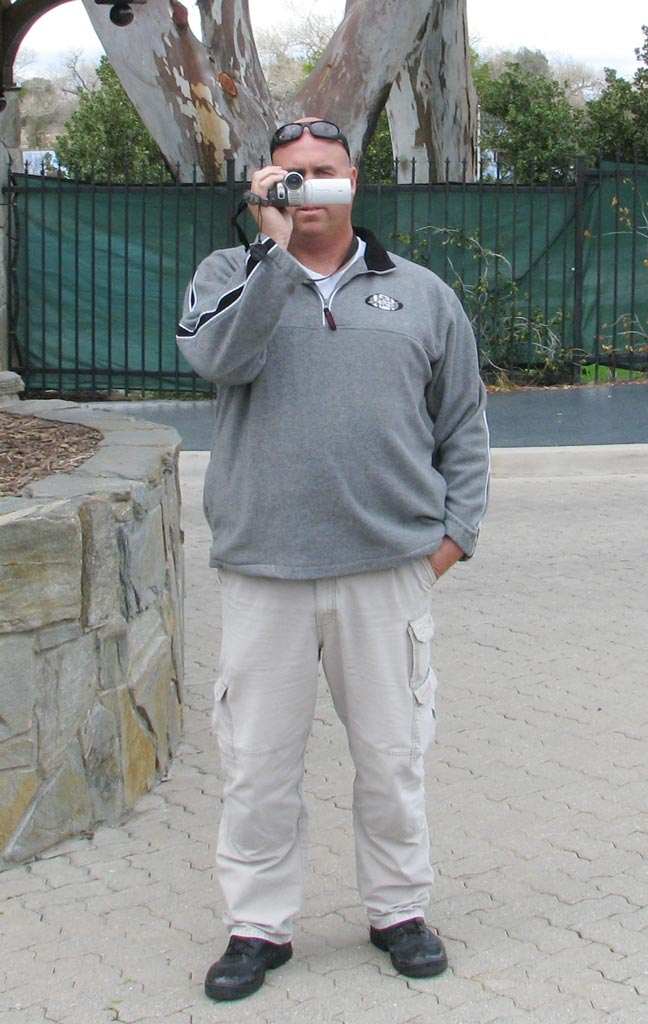
Security Guard der Scientology Int. Base

Nachdem der Eklat keiner mehr war, kehrten die Mitarbeiter des internationalen Managements auf die Base zurück und blieben seitdem dort. Die strengen Sicherheitsmaßnahmen blieben ebenfalls. Der Boston Globe berichtete, dass „neugierige und unangemeldete Besucher schnell von Wachpersonal umringt, fotografiert und nach einem Ausweis gefragt werden, bevor man sie zum Gehen auffordert. Zusätzlich werden die Kennzeichen ihres Autos notiert.“
Nach der Inhaftierung von Mary Sue Hubbard brach innerhalb der Scientology-Hierarchie ein Machtkampf aus, der von der Commodore’s Messenger Organization gewonnen wurde, einer Gruppe junger Scientology-Mitarbeiter – viele von ihnen Teenager, manche gerade einmal 10 Jahre alt –, die das Management der Scientology-Organisation Ende 1981 übernahm. Im gleichen Jahr wurde eine Abteilung mit dem Namen All Clear Unit unter der Leitung des 21-jährigen David Miscavige gegründet, die „alles klar“ für Hubbard machen sollte, damit dieser seinen geheimen Zufluchtsort verlassen konnte. 1982 wurde der Nachbau eines Dreimasters aus dem 19. Jahrhundert, die Star of California, auf dem Gelände errichtet und dem nautisch interessierten Hubbard als Geschenk präsentiert. Die Kosten beliefen sich dafür auf 500.000 Dollar, wobei die Scientology-Organisation nur diese Summe erreichte, da sie ihre eigenen Mitarbeiter beim Bau einsetzte, denen für eine 100-Stunden-Woche weniger als 20 Dollar bezahlt wurde.
Im Februar 1988 bekam die Scientology-Organisation trotz des Widerstandes von Anwohnern die Genehmigung, den ehemaligen Golfkurs wieder zu errichten. Gleichzeitig wurden Pläne bekanntgemacht, weitere Studios, Büros, Lagerräume, Wohnhäuser und Freizeiteinrichtungen zu bauen und die existierenden 35 Gebäude zu renovieren. Seit 1998 hat die Scientology-Organisation mindestens 45 Millionen Dollar ausgegeben, um Dutzende Häuser im Umfeld der Int. Base und Grundstücke aufzukaufen. Gemäß der im April 2011 von der Zeitung Riverside Press-Enterprise. publizierten Grafik, besitzt sie fast alles Land innerhalb einer Distanz von 3,73 km entlang der Gilman Spring Road.

### Demonstrationen und Kontroverse
Anti-Scientology-Demonstrationen finden seit 1997 statt, die einem der Demonstranten, Keith Henson, eine Klage der Organisation einbrachte. Die angestrebte einstweilige Verfügung wurde vom Gericht verworfen und der Richter Stephen D. Cunnison vom Riverside Superior Court entschied, dass Henson dazu berechtigt war, sein Recht auf Meinungsfreiheit auszuüben. Zum Scientology-Anwalt Kendrick Moxon meinte er: „Sie haben hier keine Situation, wo der Angeklagte verhindert hat, dass Leute hineingelangen. Hier handelt es sich um keine Situation wie bei einer Abtreibungsklinik.“ Moxon hatte argumentiert, dass die Ein-Mann-Demonstrationen von Henson die Sicherheit der Verkehrsteilnehmer und der Mitarbeiter von Golden Era gefährde. Henson wurde danach wegen Fehlverhaltens, das sich außerhalb der Demonstration auf dem Scientology-Gelände ereignet hatte, zu 180 Tagen Gefängnis verurteilt.

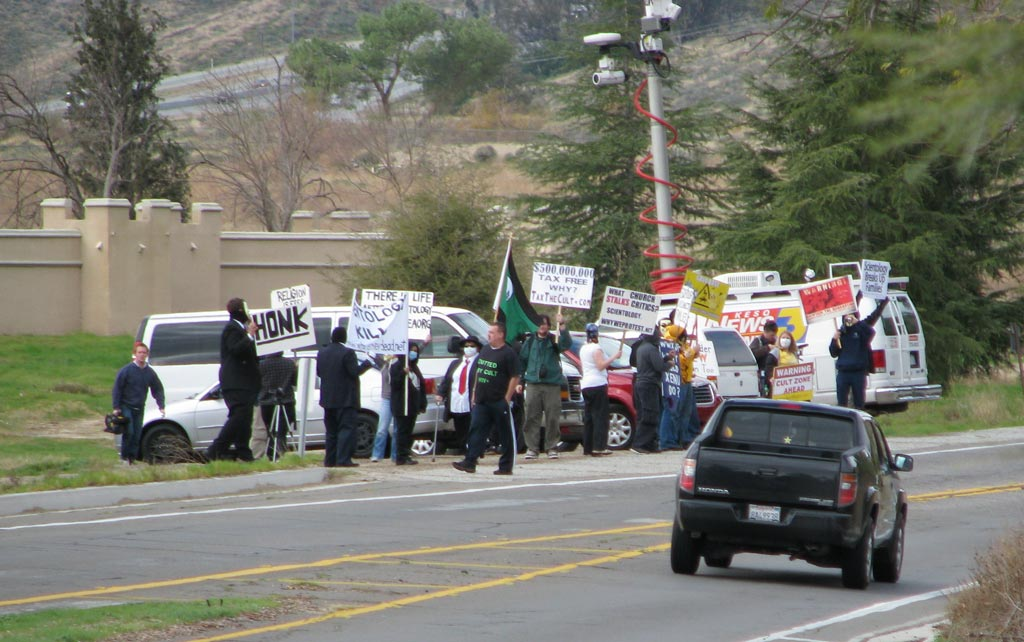
Demonstranten außerhalb der Int. Base, Januar 2009

Mitglieder von Anonymous demonstrierten im November 2008. Die Demonstration wurde außerhalb der Int Base. abgehalten, aber es kam zu Zusammenstößen zwischen Demonstranten und Sicherheitspersonal, die gefilmt wurden. Während riesige Lautsprecher eine Geräuschkulisse über die Demonstration legten, attackierten Scientology-Wachmänner einen Demonstranten, warfen ihn zu Boden und traktierten einen anderen mit Fußtritten. Vor den Sheriff’s Deputies rechtfertigten sie dies damit, dass einer von ihnen zuvor von einem Demonstranten gebissen worden war und dass dies als unerlaubtes Eindringen in eine private Liegenschaft zu werten war.
Die Scientology-Organisation versuchte seitdem, Einfluss auf die Behörden zu nehmen, um Demonstrationen zu ver- oder behindern. Im Dezember 2008 beschuldigte der Riverside County Supervisor Jeff Stone die Anonymous-Demonstranten, dass sie „Juden, Christen und die Black Community diskriminieren würden, den Selbstmord von Jugendlichen begünstigten und Terroristen wären.“ Die County Supervisors. genehmigten danach einen von Stone unterstützten Scientology-Antrag, dass sich Demonstranten zukünftig rund 90 Meter (300 feet) außerhalb des Grundstücks aufhalten müssen. Stone hatte zu diesem Zeitpunkt nicht offenbart, dass sein Unterstützungsfonds eine 5.400-Dollar-Spende von einer Anwaltsfirma erhalten hatte, die Scientology vertrat und eine weitere 600-Dollar-Spende von der Public Relations-Abteilung der Scientology Int. Base. Nachdem dies aufgedeckt worden war, wurde Stone von der California Fair Political Practices Commission zu einer Strafzahlung von 16.000 Dollar verurteilt. Der Abstand, den die Demonstranten einzuhalten hatten, wurde danach zunächst auf 9,1 Meter und dann auf 3 Meter reduziert, als die Riverside Count Supervisors. bemerkt hatten, dass sie ansonsten ihre eigene Spruchpraxis konterkarieren würden.
2009 begannen Offizielle der Scientology-Organisation dafür zu lobbyieren, dass man die Gilman Spring Road, die täglich von rund 17.000 Autos befahren wird, schließt. Der Antrag wurde vom San Jacinto Council als „unter allen Umständen“ abzulehnen eingestuft. Scientology verlangte in ihm, dass die Int Base umfahren wird, aber das Riverside County Board of Supervisors verschob eine Entscheidung auf unbestimmte Zeit, nachdem er im Januar 2011 diskutiert worden war.

## Das Leben in der Int. Base

### Ganz unten
Die Scientology-Organisation hält in Bezug auf jene Personen, die in der Int. Base arbeiten möchten, strikte Vorgaben ein. Viele der dort Beschäftigten sind die Kinder von hochgestellten Scientologen. Nach der Autorin Janet Reitman muss jemand, der in der Base arbeiten und leben möchte, auf jeden Fall Mitglied der Sea Org sein. Danach müssen sie sich einer Reihe von IQ-Tests und einer Batterie an Leadership-, Persönlichkeits- und Sicherheitstests unterziehen. Wenn dabei herausgefunden wird, dass es in der Familie dieser Person Verbindungen zu Regierungsbehörden oder Medien gibt oder Familienmitglieder oder Freunde Scientology im Streit verlassen haben, wird ihr nicht erlaubt, dort zu arbeiten.
Einmal akzeptiert, ist es ihnen nicht gestattet, die Details der Base offenzulegen oder über ihre Jobs oder Aktivitäten mit Personen von außerhalb zu reden – auch wenn es sich dabei um andere Mitglieder der Sea Org handelt. Ihnen ist verboten, öffentliche Verkehrsmittel oder Taxis zu benutzen. Sie dürfen nur mit speziellen Scientology-Bussen oder mit Privatautos eines genehmigten Mitarbeiters fahren. Nach Claire und Marc Headley, welche 2005 die Int. Base verlassen haben, dürfen dort stationierte Mitarbeiter generell das Gelände nur verlassen, wenn ihnen dies von einem „Supervisor“ gestattet wird. Die tägliche Arbeitszeit beträgt mindestens 16 Stunden, am Sonntag ist diese kürzer. Die Kommunikation mit der Außenwelt ist abgeschnitten. Internet und Mobiltelefone sind verboten, Mails werden zensiert und können nur über das interne Mailsystem versandt werden. Die Reisepässe der Mitarbeiter werden in einem versperrten Aktenschrank aufbewahrt. Telefone können nur benutzt werden, wenn zuvor ein entsprechender Antrag gestellt wird. Security-Mitarbeiter hören dann beim Telefonat mit.
Nur sehr wenigen Mitarbeitern ist es erlaubt, selbst Auto zu fahren. Unabhängig davon, dass sie dazu einen Führerschein und eine Versicherung benötigen, müssen sie ein Monat lang eine sogenannte „Car School“ von Scientology besuchen, auch wenn sie bereits wissen, wie man Auto fährt. Das Autofahren ist auch untersagt, wenn man als „Quelle von Problemen“ (PTS – Potential Trouble Source) eingestuft wird oder sonst ein Sicherheitsrisiko darstellt.
Andere ehemalige Mitglieder beschrieben, dass bis zum Ende der 1990er-Jahre an alle Mitarbeiter der Int. Base fünf Karten ausgegeben worden waren: Eine Pay Card, eine Karte für die Unterkunft, eine Essenskarte, eine Sozialkarte und eine Bonuskarte. Wenn sie ihr Produktionsziel nicht erreicht hatten, sei es als Einzelner oder in der Gruppe, wurde eine oder mehrere diese Karten als Bestrafung einbehalten. Ohne Essenskarte musste man sich dann von Reis und Bohnen ernähren, bis man sie wieder zurückerhielt. Der Verlust der Unterkunftskarte bedeutete, dass man im Freien oder im Büro übernachten musste. Eine konfiszierte Pay Card bedeute, kein Geld zu haben, eine einbehaltene Sozialkarte keine Freizeit und ohne Bonuscard bekam man keine Boni ausbezahlt. Manchmal wurde bei einer kompletten Abteilung eine Karte „gezogen“, was dann z. B. bedeutete, dass dutzende Personen unter ihren Bürotischen schliefen. Wenn man alle Karten verloren hatte, wurde man dem „Schweinestall“ (Pig’s Berthing) zugewiesen. Hier musste man zusehen, wo man einen Platz zum Schlafen fand und sich von Essensresten ernähren.
Die reguläre Bezahlung findet am Freitag statt und beträgt 50 Dollar pro Woche. Dieser Betrag ist nur symbolisch zu verstehen, die tatsächliche Bezahlung beträgt laut Lawrence Wright oft nur 13 oder 14 Dollar.

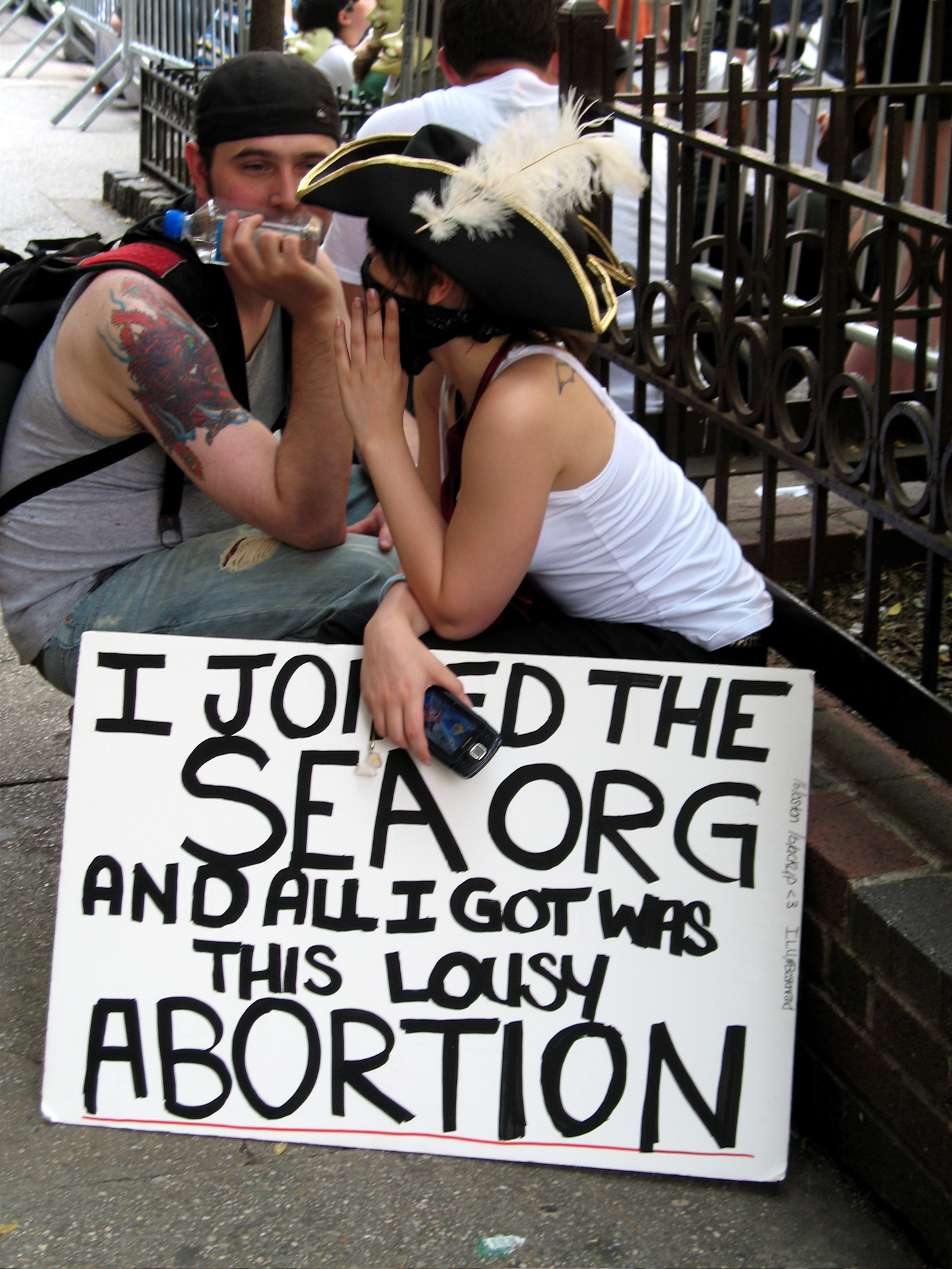
Demonstration gegen die Praktiken der Sea Org

Claire Headley beschrieb, dass die Mitarbeiter in permanenter Angst davor leben, dass jemand einen sogenannten „Wissensbericht“ (Knowledgereport) über sie verfasst. Wenn man in den Mittelpunkt eines solchen Berichtes rückt, bedeutet dies, dass man verhört wird und Abbitte leisten muss. Oder dass man öffentlich seine „Verbrechen“ gegen Scientology einzugestehen hat.
Essen ist essentiell und Marc Headley, der an der finanziellen Planung beteiligt war, berichtete, dass 2005 pro Mitarbeiter 75 Cent dafür aufgewendet wurde – ein um vieles geringerer Betrag als jener, der für Gefängnisinsassen in Kalifornien zur Verfügung steht. Unverheiratete Mitarbeiter leben in Schlafsälen, während verheiratete Paare sich ein Zwei-Bett-Appartement teilen. Von vielen wird berichtet, dass sie seit über einem Jahrzehnt die Int. Base nicht mehr verlassen haben.
Die Scientology-Organisation verglich in einer Stellungnahme die Verhältnisse, die auf der Base gegeben sind, „mit einem Kloster oder einem Seminar, nur viel komfortabler“.
Mitte der 1980er-Jahre wurden Frauen mit Kindern unter 6 Jahren verboten, der Sea Org beizutreten, da die Organisation für Kleinkinder keine Verantwortung mehr übernehmen wollte. 1986 wurde eine Direktive erlassen, nach der es Mitgliedern der Sea Org verboten war, Kinder zu bekommen, da diese als „Beeinträchtigung der Produktivität“ gesehen wurden. Ehemalige Mitarbeiter berichteten, dass sie gemäß dieser Direktive gezwungen worden waren, eine Schwangerschaft abzubrechen. Gemäß Claire Headley hatten 60 bis 80 Prozent der Frauen zumindest eine Abtreibung. Janet Reitman dazu:

„Wenn eine schwangere Frau dies ablehnte, wurde sie von ihrem Ehemann separiert, ihr wurden harte manuelle Tätigkeiten zugewiesen und sie erhielt Sec Checks (Verhöre unter Zuhilfenahme des E-Meters – wörtlich: Sicherheitsüberprüfungen). Wenn sie einen Schwangerschaftsabbruch weiterhin verweigerte, wurde sie ‚in Schande‘ aus der Base geworfen – alleine.“

Die Scientology-Organisation distanzierte sich von solchen Praktiken und sagte, dass diese Frauen nicht als „mindere Wesen“ (Degraded Beings) angesehen werden.
Die Tampa Bay Times berichtete, dass Dutzende Mitarbeiter versucht hatten, von der Base zu fliehen, einige von ihnen mehrmals. Jedoch wurden sie wiederholt vom „Verfolgungsteam“ (auch: Blow Team) der Sea Org eingefangen und zurückgebracht. Die Chancen für eine Flucht sind nicht groß, da das Gelände in der Wüste liegt, es nur eine Straße in jede Richtung gibt und die Umgebung aus Bergen und ausgedörrtem Land voller Gestrüpp und Schlangen besteht, die jede Bewegung querfeldein erschwert. Lawrence Wright beschrieb, wie es ein erfolgreich Geflüchteter, Guy White, geschafft hatte:

„Er machte jeden Abend einen Spaziergang entlang des Zaunes, jedes Mal ein wenig weiter und hatte immer einen kleinen Imbiss für die deutschen Schäferhunde dabei. Eines Nachts sprang er über den Zaun, aber die Hunde verrieten ihn und begannen zu bellen. Er musste die Straße verlassen, als er die Lichter des Blow Teams sah, die hinter ihm her waren. Stundenlang lief er durch das Gestrüpp, blutend und mit zerrissenen Kleidern, bis er es nach Hemet geschafft hatte, wo er an die Tür einer Kegelbahn klopfte. Der Person, die öffnete, sagte er in gebrochenem Spanisch, dass er in einen Unfall verwickelt gewesen ist.“

Immer wenn jemand flüchtet oder „blowed“, wird nach Janet Reitman ein spezielles „Blow-Protokoll“ aktiviert, um ihn wieder einzufangen. Die verschiedenen Unterlagen über die Person werden durchkämmt, um so herauszufinden, wohin diese sich wenden könnte. Familie oder Freunde von außerhalb werden dabei als Ziele markiert. Die Blow Teams überwachen Busstationen, Bahnhöfe, Flughäfen und Hotels in der näheren Umgebung. Eine andere Methode bestand darin, sich als kranker Angehöriger auszugeben und dann Hotels und Flughäfen anzurufen, um herauszufinden, ob der Flüchtige eingecheckt hatte oder dort wohnt. Auch wenn die Unternehmen solche Informationen eigentlich nicht herausgeben dürfen, wird versucht, an diese zu gelangen. Dabei arbeitet man sich zur jeweiligen Unternehmensspitze durch. In einem Fall wurde der Vizepräsident einer Fluglinie umschmeichelt, Informationen zu einer Person herauszugeben. Gary Morehead, der als Chef der Securityeinheit der Base in den 1990ern gearbeitet hat, erinnerte sich an das Beispiel einer Führungskraft, die 1992 flüchtete. Von ihr wusste man, dass dieser ein Baseballfan war und Morehead fasste ihn eine Woche später auf dem Parkplatz des Baseballstadions der San Francisco Giants. Wenn alle Anstrengungen versagt hatten, ging man dazu über, die Wohnsitze der Familie und Freunde des Geflohenen zu überwachen, so Morehead. Dabei wurden Scanner eingesetzt, um schnurlose Telefone und Mobiltelefone abhören zu können.
Von den eingefangenen Flüchtenden wurde berichtet, dass sie Isolation, Verhören und Strafen ausgesetzt waren, sobald sie gefangen und wieder zur Anlage zurückgebracht worden waren. Nach Wright versuchen sich die meisten Eingefangenen nicht dagegen zu wehren, wohlwissend, dass sie Monate oder Jahre im Straflager zu verbringen hatten, bevor sie wieder in den Alltag (Good Standing) der Base zurückkehren durften.
Die Scientology-Organisation betonte in einer Stellungnahme, dass die Base die „idealen Voraussetzungen eines professionellen und spirituellen Wachstums bieten würde“, ohne dabei den Ablenkungen eines Großstadtlebens ausgesetzt zu sein. Sie bestritt, dass es ein „Blow-Protokoll“ gäbe.

### Ganz oben

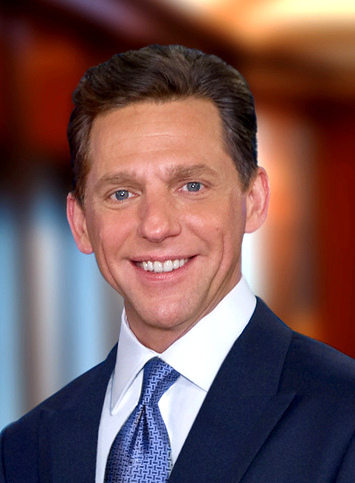
David Miscavige, der gegenwärtige Führer der Scientology-Organisation

Im Gegensatz zu den gewöhnlichen Mitarbeitern, ist das Leben für David Miscavige oder Celebrity-Scientologen um vieles komfortabler. Die meisten Mitarbeiter dürfen kein Auto besitzen, während Miscavige neben einem Motorrad der Marke Yamaha über einen Fuhrpark verfügt, der einen Mazda Miata Roadster, einen Range Rover SUV, einen BMW M6 und einem gepanzerten GMC, der als mobiles Büro adaptiert wurde, beinhaltet.
Nach Claire Headley, die zwischen 2000 und 2004 für die Finanzen von Miscavige zuständig gewesen ist, lagen dessen wöchentliche Essensausgaben zwischen 3.000 und 20.000 Dollar. So wurden unter anderem Frischprodukte aus Kanada oder der Ostküste der USA eingeflogen. In seiner Villa soll ein Soundsystem im Wert von 150.000 Dollar stehen. Nach Wright liebt Miscavige Hunde und hat bis zu fünf davon. Sie tragen eine maßgeschneiderte Uniform der Sea Org und bekleiden alle den Rang eines Captains. Die Mitarbeiter sind dazu verpflichtet, vor den Hunden zu salutieren, wenn diese vorbeikommen.
An jedem 30. April sind die Mitarbeiter dazu aufgefordert, ein Geburtstagsgeschenk für Miscavige zu kaufen. In einem Jahr waren es 70.000 Dollar, die für den Kauf eines Motorrades gespendet worden waren, in anderen bekam er eine Taucherausrüstung oder High-End-Kameras geschenkt. Der frühere Sprecher der Scientology-Organisation, Tommy Davis, meinte, dass dies „aus Sicht der Mitarbeiter das Mindeste wäre, was sie tun konnten, um ihre Zuneigung auszudrücken“.
Einer der prominentesten Besucher der Int. Base ist der Scientologe und Schauspieler Tom Cruise, der sie erstmals im August 1989 besucht hatte, um an Bord des Schiffnachbaus der Star of California mit Miscavige zu frühstücken. Er überredete Cruise dabei, sein Scientology-Studium in der Base zu absolvieren und Cruise begann danach, jedes Wochenende mit dem Hubschrauber zwischen Los Angeles und Gilman Hot Springs hin und her zu fliegen. Der Schauspieler bekam seinen eigenen VIP-Bereich im Süden der Anlage und einen eigenen Koch, Sinar Parman, der früher der Koch von L. Ron Hubbard war. Der Bereich für Cruise wurde 1990 renoviert und bei einer Gelegenheit mit Luftballons gefüllt, um Nicole Kidman, die damals mit Cruise verheiratet war, eine Freude zu bereiten. Ein Tennisplatz wurde um 200.000 Dollar angelegt, falls das Paar Lust dazu verspürte, eine Partie zu spielen.
Wright schrieb, dass Miscavige, als er hörte, dass Cruise davon träumte, mit Kidman durch eine Wiese mit Feldblumen zu laufen, Mitarbeiter abkommandierte, um eine entsprechende in der Wüste entstehen zu lassen. Dieses Ansinnen scheiterte und konnte nur mit einfachem Gras realisiert werden. Starkregen ließ dann die „Wiese“ verschwinden und Miscavige beschuldigte die gesamte Base, diesen romantischen Gedanken zerstört zu haben und befahl alle Mitarbeiter zu Aufräumungsarbeiten, um in 16-Stunden-Tagesschichten den angedachten Zustand zu erreichen. Der frühere Scientology-Sprecher Mike Rinder widersprach der entsprechenden Story der Los Angeles Times und sagte, dass „das Anpflanzen von Feldblumen nie stattgefunden hat und vielleicht eine falsch gedeutete Version der Aufräumungsarbeiten nach der Schlammlawine im Jahr 1990 gewesen sei“. Rinder selbst floh 18 Monate später.
Nach Jeff Hawkins, dem ehemaligen Marketingdirektor der Scientology-Organisation, wurden Maßnahmen getroffen, um derart gewährleisten zu können, dass Cruise nicht mitbekam, was anderswo auf der Base geschah. Er sagte KESQ-TV: „Den Mitarbeitern war es verboten, mit ihm zu sprechen. Es wurden ihm [Cruise] zwar Rundgänge gewährt, aber ich orchestrierte diese. Über Walkie-Talkies hieß es dann: ‚Er geht in das Gebäude‘ oder ‚Er geht in jenes Gebäude‘. Bestimmte Mitarbeiter wurden dorthin befohlen, um ihm vorher festgelegte Antworten zu geben.“